# Harinera de Cervera
La harinera de Cervera es una fábrica de harinas en la localidad española de Cervera, en la catalana comarca leridana de La Segarra.

## Historia y descripción
La harinera tiene su origen en el 'Sindicat Agrícola de Cervera', una entidad fundada en 1919 donde se agruparon en una suerte de cooperativa de la época más de un centenar de municipios y entidades locales menores de la comarca, bajo el patrocinio del terrateniente Ramón Vidal y Trull, para hacer frente al abandono de los terrenos agrícolas por parte de las familias de la zona.
La harinera está situada en las afueras de la localidad, al pie de la estación del tren. Fue construida por el arquitecto Cèsar Martinell entre 1920 y 1922 por encargo del referido sindicato.
El conjunto es de estilo modernista industrial. La harinera está formada por la fábrica, propiamente dicha, un local social, almacenes auxiliares de cereales y una panificadora. Además, para la obra hubo de urbanizar dos calles. El edificio está formado por tres cuerpos o volúmenes en forma de U que se adaptan a la forma irregular de la parcela organizando un patio trapezoidal.
El cuerpo norte o almacén de trigo está formado por una planta subterránea y doce silos. A este volumen se le añade en el este un volumen de dos plantas y en poniente otro volumen con el gran cuerpo de escalera coronado por la torre del agua cubierta por una cúpula como símbolo de la fábrica. Esta torre, conocida con el nombre de la Torre del Trabajo, es uno de los elementos de la trilogía de las Torres de Cervera y se establece un diálogo con la Torre de la Fe o campanario de la iglesia y la Torre de la Ciencia o torres de la Universidad.
En cuanto a las fachadas del edificio principal, destaca el uso de arcos parabólicos para definir en el exterior la posición de los espacios ocupados por los silos y el uso constante de la composición en tres niveles de las fachadas, utilizando diferentes materiales y texturas, tal como ya había hecho Martinell en las bodegas cooperativas.
La harinera tiene una unidad estilística que, junto con la organización de los espacios que responde a la división del trabajo —estiba, manipulación y almacenes— y con la utilización de recursos estructurales, estéticos y volumétricos, enlaza este importante patrimonio industrial con los antecedentes arquitectónicos y culturales de Cervera, y lo convierten en punto de referencia paisajístico de toda la comarca.
En el edificio de la harinera de Cervera y en las construcciones agrarias de este periodo destacan, además de los valores arquitectónicos, el hecho de que representan la manifestación arquitectónica visible de lo que fue el cooperativismo agrario en Cataluña desde finales del siglo XIX, un movimiento que se extendió por las comarcas agrícolas de la Cuenca de Barberá, El Priorato, Alto Campo, Bajo Campo y La Segarra, y que socialmente quedó interrumpido por la guerra civil (1936-1939), dejando, no obstante, una notable implantación cultural y arquitectónica.

## Estatus patrimonial
La harinera de Cervera es un inmueble que fue declarado bien cultural de interés nacional, con la categoría de Monumento Histórico por Resolución 2502/2002, de 14 de agosto, de la Consejería de Cultura de la Generalidad de Cataluña que hacía público el acuerdo de la Comisión de Gobierno para Asuntos Culturales y Educativos de 30 de julio de 2002.